# Aeroportul Municipal Caribou
Aeroportul Municipal Caribou (IATA: CAR, ICAO: KCAR, FAA LID: CAR) este un aeroport din Maine, Statele Unite ale Americii.
Situat la o altitudine de 191 m, aeroportul dispune de 2 piste.

## Infrastructură

### Piste
Aeroportul dispune de 2 piste. Pista 1/19 are suprafața de asfalt și dimensiunile 4.003 picioare × 100 picioare. Pista 11/29 are suprafața de asfalt și dimensiunile 3.016 picioare × 75 picioare. 